# بيرم باشا (قبطان)
بيرم باشا هو سياسي عثماني، تولى منصب قبطان باشا.

## مناصبه
تولى المناصب التالية:
- قبطان باشا (1522–1525)